# 狭田国生神社
狭田国生神社（さたくなりじんじゃ）は、伊勢神宮皇大神宮（内宮）の摂社。外城田川左岸に鎮座し、地元の人からは「はいこさん」と呼ばれている。

## 概要
三重県度会郡玉城町佐田字牛カウベ322番地に鎮座する神社で、玉城町にある13の摂末社のうちの1社である。内宮の摂社27社のうち、第26位である。
社名の「狭田」とは所在地「佐田」に由来すると推定される。また地元通称の「はいこ」とは、祭神の速川比古命（はやかわひこのみこと）の変化したものと考えられる。『勢陽五鈴遺響』では「方俗ハイコ社域ハ寒河社（さむかわしゃ）ト称ス。」と記されている。
倭姫命が定めた神社である。社地の面積は1,656m2。社殿は神明造の板葺で南向きに建っており、写真にあるように一重の玉垣に囲まれている。賽銭箱は置かれていない。

## 祭神
祭神は、鎮座地の近くを流れる外城田川の神である速川比古命と速川比女命（はやかわひめのみこと）、土地の守護神である山末御魂（やまずえのみたま）の3柱である。『皇太神宮儀式帳』には既にこの3柱を祀ると記されており、「速川」は外城田川を意味する。なお、速川比古命と速川比女命の親神は棒原神社（すぎはらじんじゃ）に祀られている。

## 歴史
『倭姫命世記』によれば、倭姫命が天照大御神を奉じて小川を渡った時、速川彦命（速川比古命）が「畔広の狭田の国」として神田を献上したことから、倭姫命が「速河狭田社」として定めたのがこの神社の起源であるという。古代には大宮司によって祝部が任官され、日常の祭祀が捧げられていた。
戦国時代に祭祀が断絶し荒廃したが、寛文3年（1663年）に再興された。再興には大宮司・河邊精長が尽力した。
1915年（大正4年）1月に建て替えが行われ、1956年（昭和31年）11月に造り替え、1979年（昭和54年）6月に修繕された。

## 祭祀
1月17日に地元の区長らが参拝する習わしがある。内宮の巡回祭祀の形式で祈年祭（2月20日）、月次祭（6月20日・12月20日）、新嘗祭（11月27日）が行われる。

## 植物相
境内地に植えられたツバキが春になると咲く。

## 交通
公共交通
- JR参宮線田丸駅より北東へ約500m[3]。
- 三重交通バス萱町バス停の南、すぐ[3]。

自家用車
- 伊勢自動車道玉城ICより三重県道530号田丸停車場斎明線（サニーロード）を北へ約6分（約3.7km）、三重県道717号岩出田丸線沿い。付近に駐車場はない。